# Islam en Malaisie

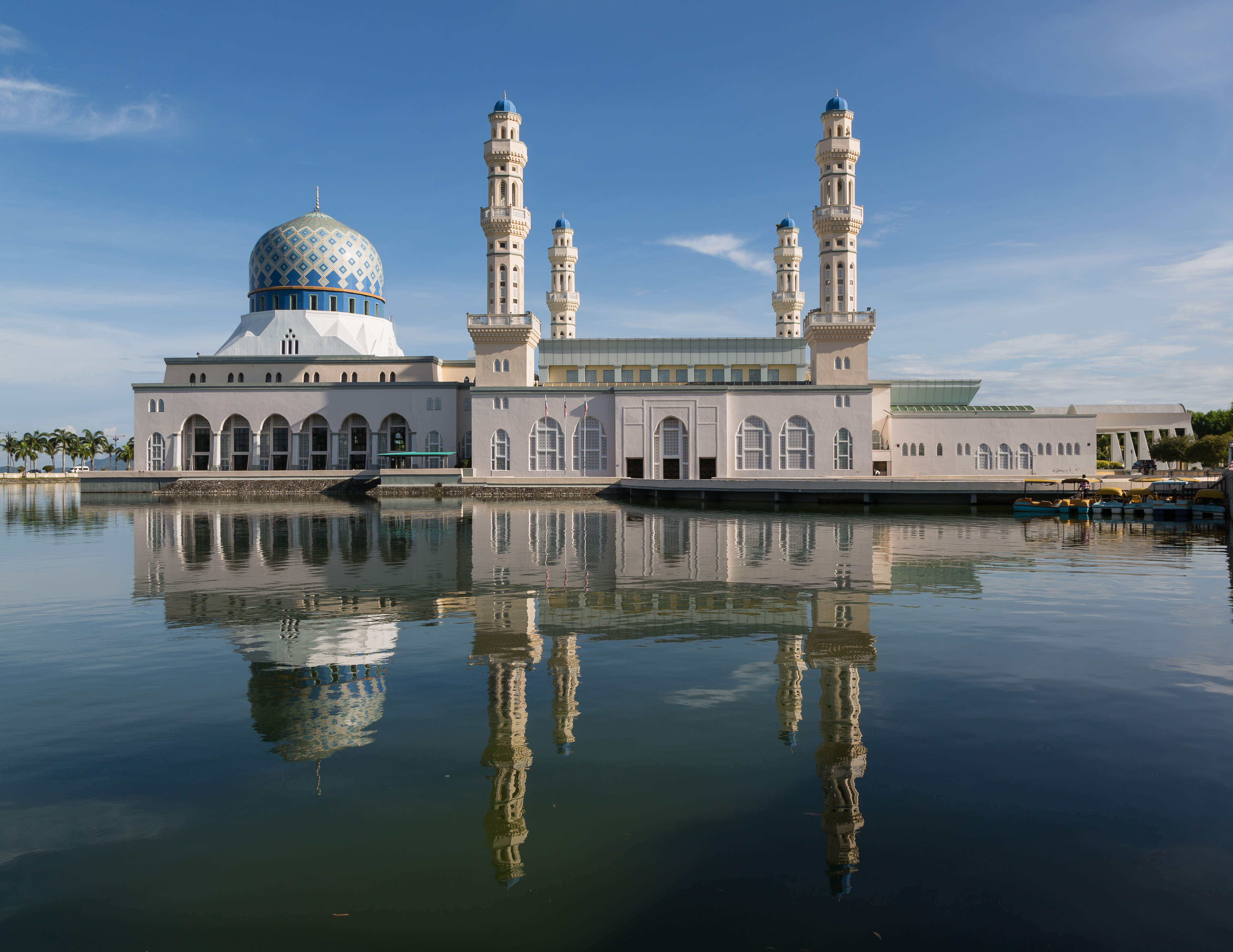
La mosquée de la ville de Kota Kinabalu.

L'islam est la religion majoritaire en Malaisie (63.5 % de la population). Les musulmans y sont principalement d’obédience sunnite chaféite.
L'islam y a été introduit par des marchands arrivant d'Inde, d'Arabie et de Chine et s'y est fermement établi au XVe siècle. La constitution confère à l'islam le statut de « religion de la Fédération » afin de symboliser son importance dans la société malaisienne. Cependant, d'autres religions y sont librement pratiquées.
Les musulmans ont interdiction de changer de religion, sous peine de sévères châtiments,, car ils sont soumis au droit islamique la Syariah .
Plusieurs fêtes musulmanes telles le Mawlid ont le statut de fête nationale de même que Noël, le Nouvel An chinois ou le Divali.

## Histoire
Jusqu'au début du XIXe siècle, l'actuelle Malaisie fait partie du même monde que l'archipel indonésien. La diffusion de l'islam s'y fait dans le cadre de réseaux marchands. Ce mode de diffusion avait déjà été le cas auparavant pour le bouddhisme et le vishnouisme.
Des marchands musulmans étrangers commerçaient avec l'Asie du Sud-Est insulaire et la Chine depuis des siècles. Ce sont surtout les sources étrangères, notamment chinoises mais aussi européennes, qui donnent des éléments permettant d'établir les jalons d'une histoire de la diffusion de l'islam en Asie du Sud-Est insulaire. On voit ainsi une diffusion à partir de Sumatra vers la péninsule Malaise, la cité-État de Malacca jouant un rôle fondamental.
Le contexte de cette diffusion est l'essor du commerce international entre d'une part, les Moluques productrices d'épices et la Chine et d'autre part, l'Inde et le Moyen-Orient. Ce commerce passe nécessairement par le détroit de Malacca. Situé au point le plus étroit de ce détroit, Malacca devient vite une escale obligée de ce commerce florissant, dominé par les marchands musulmans.
Comme pour l'archipel, on peut attribuer le succès de l'islam auprès des souverains et des classes dirigeantes des cités portuaires de la péninsule par plusieurs facteurs :
- Nombre de marchands étrangers étaient liés à des confréries soufies, dont la spiritualité présentait un attrait et pouvait se couler dans les conceptions religieuses traditionnelles des habitants de l'archipel.
- L'islam apportait une conception individualiste des rapports sociaux et la notion de protection des intérêts par le contrat, ce qui ne pouvait manquer de séduire les milieux marchands.
- Religion prosélyte, l'islam encourageait les nouveaux musulmans à promouvoir leur foi.
- Enfin, la menace que représentait l'expansionnisme portugais a favorisé l'émergence d'une conscience commune chez les souverains musulmans.

Les habitants de la péninsule deviennent en fait musulmans sans s’en rendre compte. Un indice est le mot adat, qui désigne la coutume et les traditions antérieures à l'arrivée de l'islam et distinctes de lui. Ce mot est d'origine arabe. On peut donc penser qu'à un moment, les gens aient éprouvé le besoin de nommer quelque chose qui était intrinsèque à leur existence et dont ils n'avaient pas conscience, et qu'ils n'aient pu le faire qu'avec un mot étranger.
« Jusqu'au XIVe siècle, les musulmans ne représentaient pas plus de 10 % de la population malaise. »

## L'islam contemporain
Actuellement, l’islam est la religion d'État, précisément le sunnisme d’école chaféite. Certains termes islamiques, comme le mot Allah, sont interdits aux non-musulmans à l’oral et à l’écrit, ce qui a créé une polémique. En octobre 2013, la Cour d'appel malaisienne a validé l'interdiction par le gouvernement de l'usage du mot « Allah » par les non-musulmans, infirmant la décision de 2009 d'une Cour de première instance.
Jusque dans les années 1970, beaucoup de musulmans malais vivaient un islam libéral et modéré, comme les musulmans indonésiens. À cette période, une vague de raidissement de l’islam est apparue (suscitée par différents conflits sociaux et ethniques, liés aux partis Al-Arqam et au Islam Se-Malaysia), de sorte qu'aujourd’hui, la Malaisie vit dans un islam rigoureux. Les Malais, qui représentent 50,4 % de la population totale, sont quasiment tous musulmans. Environ 70 % des musulmanes d’origine malaise portent le foulard, alors que son port était resté marginal jusque dans les années 1980. L’habit malais traditionnel, d’origine islamique, est également porté par beaucoup de Malais.
Bien que son port ne soit officiellement pas obligatoire en public à l'heure actuelle, certains états n'en tiennent pas véritablement compte. En 1996, le conseil municipal de la ville de Kota Bharu, qui est la capitale du Kelantan a rendu obligatoire le port du foulard islamique sur les lieux de travail pour les femmes aussi bien musulmanes que non-musulmanes, cette imposition est allée de pair avec une interdiction de porter du maquillage ou du rouge à lèvres sur ces mêmes lieux. Au fil des années, d'autres mesures ont été mises en place : en 2002, le conseil municipal a depuis interdit aux affiches et panneaux publicitaires de présenter des femmes qui ne sont pas voilées. En 2006, un nouveau décret a été voté punissant d'une amende de 608 ringgits, toutes femmes qu'elles soient musulmanes ou pas surprises à porter des « vêtements sexy ou indécents » en public.
D'autres États, invoquant la lutte contre ce qu'ils perçoivent comme « l'occidentalisation » de la nation, ont également établi des règles concernant la tenue vestimentaire des femmes. Ce fut le cas quand l'état multiethnique du Selangor a publié en 1995 un décret interdisant aux femmes musulmanes de participer à des concours des beautés en vertu de la charia.
L'application du décret fut mis à l'épreuve en août 1997, à la suite de l'arrestation de la mannequin Noni Mohamad qui était l'une des finalistes au concours de beauté Miss Malaisie. Arrêtée par la police religieuse en compagnie de deux autres candidates musulmanes répondants au nom de Shalina Shaari et de Fahyu Hanim Ahmad, elles ont par la suite été condamnées à plus de 400 ringitts d'amende après qu'elles ont été reconnues coupable «d'indécence». Elles ont en outre été menacées d'une amende de 1000 ringgits et d'une peine de six mois de prison, en cas de récidive. En réponse à cette condamnation la féministe Marina Mahathir a pris la défense des candidates en déclarant : « Excusez-moi, mais les talibans sont-ils en train d'infiltrer notre pays ? »
L'ancien premier ministre malaisien Mahathir Mohamad a défini, en juin 2002, la Malaisie comme étant un État : « Fondamentaliste, et non un État islamique modéré »,.
Le 26 janvier 2015, Nazrin Shah (en) le sultan du Perak, a déclaré en faisant allusion au pourrissement des relations entre les différentes confessions qui ne cessaient de s'aggraver depuis l'indépendance du pays que : « D'autre part, lorsque la religion est utilisée à des fins autres que pour semer l'esprit divin, surtout quand elle est sélectionnée pour faire du sensationnalisme politique, la religion devient une bombe hautement explosive, ayant le potentiel pour déclencher le chaos et la catastrophe... »
Le 19 mai 2016, en réponse à «l'affaire Sharifah Farlearton» dans laquelle le MAPIM (L'organisation du conseil islamique consultatif malaisien) a décidé de poursuivre un couple de malais parents de cinq enfants ayant ouvertement reconnu sur Facebook d'avoir apostasié l'Islam et s'être convertis au christianisme, la famille s'étant réfugiée à Melbourne, en Australie un an plus tôt a refusé de retourner en Malaisie pour échapper aux menaces de mort. Le président du conseil, Mohd Azmi Abdul Hamid expliquait que cette décision venait du fait que l'Islam devait rester inattaquable à l'inverse des autres religions en Malaisie pour la simple raison qu'il s'agit de la religion officielle de la fédération.

## Liberté de culte
L'article 3, paragraphe 1 de la constitution malaisienne dispose :
« L'islam est la religion de la Fédération; mais les autres religions peuvent être pratiquées en sécurité et en paix dans toutes les parties de la Fédération. »
Mais l'article 11 de la constitution dispose :
« Toute personne a le droit de professer et de pratiquer sa religion et de la propager. ».
Initialement autorisée à l'indépendance du pays en 1957, l'apostasie est devenue illégale à la suite d'un amendement de la constitution du pays en 1988. Le scandale international déclenché par l'affaire Lina Joy en est une des plus célèbres représentations.
Alors que cela ne posait aucun problème sous l'époque coloniale, les musulmans désirant changer de religion doivent faire face à de sévères processus de dissuasion. Avant 1988 la question de la liberté de culte et par conséquent des questions relevant du désir des citoyens de changer de religion était exclusivement de la compétence des tribunaux laïques, dit séculiers. Mais depuis que la loi a changé, un amendement stipule que les tribunaux séculiers n'ont plus droit de traiter des litiges réclamés par des musulmans et que seuls les tribunaux islamiques, relevant de la charia ont compétence à débattre sur les questions relatives aux droits de la communauté musulmane,. L'apostasie en fait partie et il en résulte qu'il est légalement d'un point de vue constitutionnel presque impossible pour un musulman de changer de croyance.
Beaucoup de musulmans ayant changé de religion qu'il s'agisse de conversion au bouddhisme, christianisme, sikhisme, taoïsme et autres croyances sont contraints pour leur propre sécurité de mener une double vie. Dans certains cas des dénonciations d'apostasie ont déjà été relevés comme étant signalés aux autorités par des membres de la famille ou des collègues de travail,.
En février 2014, Edry Faizal, un coordinateur responsable du Parti d'action démocratique affirmait qu'il était incohérent d'un point de vue coranique d'interdire aux musulmans de pouvoir changer librement de croyances, mais considéré de son point de vue, c'était la meilleure alternative que le pouvoir avait trouvé pour préserver son électorat malais et par conséquent rester continuellement au pouvoir.
En mai 2014, le Premier ministre malaisien Najib Razak a affirmé durant son discours au sujet de l'avenir du pays que : « Nous ne tolérerons jamais aucune demande de droit à l'apostasie par les musulmans, et nous refusons que les musulmans puissent avoir le droit d'être jugés par des tribunaux autre que ceux de la charia, et nous ne permettrons pas aux musulmans de participer à des activités LGBT ». Mais il a cependant conclu que cela était nécessaire car : « Ceci est en ligne avec nos efforts visant à faire de la Malaisie un pays musulman, moderne et progressif afin d'atteindre le statut de nation développée avec un revenu élevé pour 2020 ».
Ces dernières années de plus en plus de voix se sont interrogées pour essayer de déterminer quel serait le nombre de malais ethniques supposés avoir quitté l'islam pour une autre croyance, le gouvernement est toujours resté silencieux face à la question la jugeant beaucoup trop controversée pour être débattue. Cependant en octobre 2011, Harussani Zakaria le mufti de l'État du Perak, a affirmé que selon un rapport du gouvernement de 2008 qui fut tenu secret, il y aurait depuis 1988 plus de 260 000 Malais qui se seraient secrètement convertis au christianisme, ce qui représenterait d'après le recensement de la population de 2010, entre 3 et 4 % de la majorité malaise. Néanmoins aucune donnée estimant le nombre de Malais convertis à une autre religion n'a été fournie.
Néanmoins ces propos ont déclenché par la suite une polémique maintes fois répétée dans les médias par les milieux islamistes et nationalistes que reconnaître le droit aux Malais et à l'ensemble de la communauté musulmane de pouvoir être libre de choisir leurs propres croyances risquerait de provoquer un « exode massif d'apostats » au sein de la nation, le même slogan a par ailleurs été répertorié sur le site officiel de l'islam en Malaisie. Le 17 décembre 2015, le chef de la police malaisienne Tan Sri Khalid Abu Bakar (en) a durant un discours, lui-même fait allusion au sujet de ce mystérieux rapport : « Je ne peux pas vous dire à quel point cette question est sensiblement et potentiellement explosive. ».

## Discrimination religieuse
Inversement l'État bannit et sanctionne tout prosélytisme non-musulman mais encourage les conversions à l'Islam et les rémunère afin de faciliter la réduction de la part de la population non-musulmane au sein de la nation. Parmi les nouveaux droits fournis aux convertis, si ces derniers disposent d'une descendance, ils ont le droit de convertir leurs enfants de force à l'Islam, et ce, sans avoir à tenir compte de l'approbation de son conjoint,.
En mars 2015, des troubles ont éclaté à Miri dans le Sarawak quand une écolière dayak, âgée de treize ans, a porté plainte auprès de la police, accompagnée de ses parents, après avoir été séquestrée à son école par deux de ses professeurs qui voulaient la convertir à l'islam en l'obligeant à lire la chahada. Ces derniers ont par la suite récompensé sa conversion en lui faisant don de 250 ringgits. Afin d'apaiser les tensions interconfessionnelles, les deux enseignants ont par la suite été licenciés et transférés en dehors de l'état du Sarawak.
Le 4 décembre 2015, la féministe et militante des droits de l'homme malaisienne Shafiqah Othman Hamzah a affirmé : « Ce que nous vivons en Malaisie n'est presque pas différent de l'apartheid. Alors que la ségrégation était raciale en Afrique du Sud, dans notre pays, nous vivons dans la ségrégation religieuse. »
Le 31 décembre 2015, interrogé sur l'affaire M. Indira Gandhi, une affaire qui a enflammé les médias malaisiens depuis 2009, dans laquelle une mère de famille hindoue s'opposait à la décision de son ancien mari récemment converti à l'Islam, d'avoir obligé ses enfants à suivre sa conversion. L'intérêt principal de la conversion permet d'obtenir de facto la garde exclusive de ses enfants étant donné que son ex-épouse n'est pas musulmane, elle est par conséquent jugée inapte à élever ses enfants selon la loi malaisienne. L'ancien ministre Datuk Zaid Ibrahim (en) avait déclaré : « Il s'agit d'une proposition qui est ridicule et sans fondement juridique. Je lui demande instamment de ne pas perdre son temps. Les tribunaux civils ont été très clairs, dans ce cas là et dans celui de Lina Joy, à ce qu'ils ne touchent pas à la conversion d'un musulman, indépendamment de ce que sont les enjeux ».
Le 9 février 2016, la cour de fédérale de Putrajaya a statué au sujet d'un scandale similaire connu sous le nom de "l'affaire S Deepa" remontant au 4 septembre 2013, portant sur des conversions forcées d'enfants à l'Islam au sein d'un couple hindou marié depuis 2003, ou dans le cas présent le conjoint N. Viran devenu musulman en novembre 2012 sous le nom de Izwan Abdullah a décidé d'imposer sa conversion à ses deux enfants, son fils Mithran et sa fille Sharmila. Peu après cela ses enfants ont vu leurs noms changés en Nabil pour le fils et en Nurul Nabila pour la fille. Devenant ainsi la seule personne jugée capable de les élever, il avait obtenu auprès de la cour de la charia de Seremban leur garde exclusive et par ce biais la dissolution de son mariage. Son épouse S Deepa a porté plainte dans ce qu'elle considère outre le cas illégal de la conversion de sa progéniture, l'enlèvement de ses enfants par son ex-conjoint.
Leur mariage qui avait été célébré selon les rites hindous et qui fut par la suite enregistré dans les registres de l'état-civil, fut ainsi dissout par la cour de la charia face à l'unique motif de la conversion à l'islam du mari, le rendant immédiatement caduc. Finalement la Haute Cour du Seremban a statué que cette annulation du mariage était illégale et a décidé de rendre la garde des enfants à la mère à la date du 7 avril 2014.
Cependant deux jours plus tard, l'affaire est à nouveau portée sous les projecteurs après qu'Izwan refusant cette décision ait kidnappé son fils au cours d'une visite à domicile de son ex-épouse. Deepa engage rapidement auprès de la Haute Cour, une demande d'aide policière pour qu'on lui rende son fils. Izwan décide d'interjeter l'appel et réclame l'aide de la cour de la charia pour faire valoir ses droits. Malgré l'énorme pression que l'affaire a déclenchée de la part des mouvements islamiques, la Cour d'appel finit par rejeter les deux appels en décembre 2014. La garde des enfants en février 2016 a finalement été divisée par la Cour d'appel. La garde du fils a été confiée au père, en l'occurrence Izwan et la garde de la fille à la mère, S Deepa. Interrogée par les médias à l'annonce du verdict, elle annonçait en sanglots : « C'est de l'injustice, je suis bouleversée. Il restait mon dernier espoir que le tribunal me rende mes deux enfants, mais il n'en a pas été ainsi. Seule ma fille m'a été donnée. »
La députée Teo Nie Ching a déclaré à la télévision que cette décision s'apparentait à un "dangereux précédent" pour la liberté religieuse ainsi que dans les droits relatifs à ceux de la mère et des enfants.